# Markus Barth (Autor)

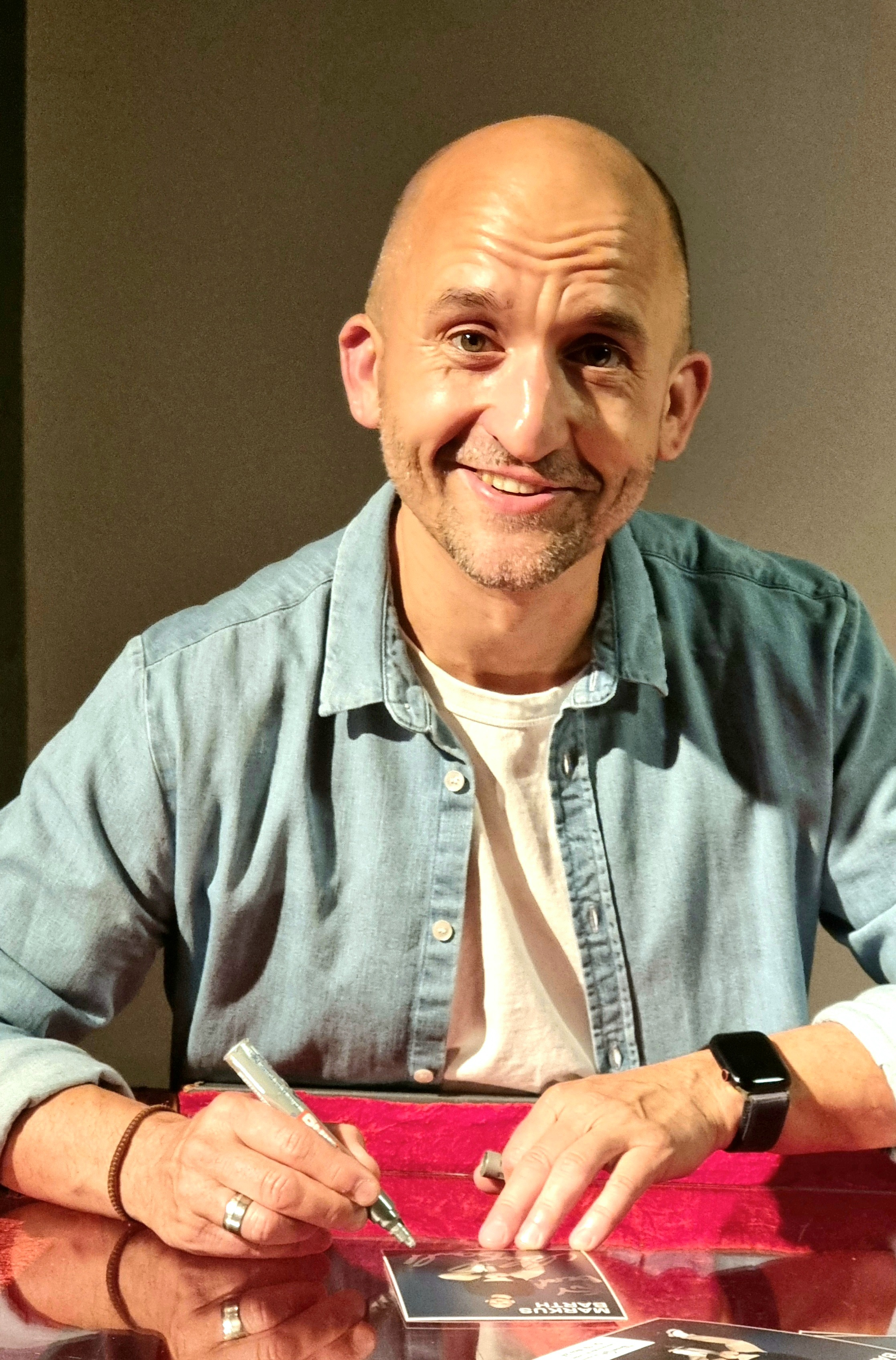
Markus Barth, 2024

Markus Barth (* 1. März 1977 in Bamberg) ist ein deutscher Stand-up-Comedian, Autor und Headwriter.

## Leben

### Herkunft, Ausbildung und Privatleben
Barth wurde 1977 als Kind zweier Finanzbeamter in Bamberg geboren und wuchs in Zeil am Main mit zwei Brüdern auf. Er studierte zunächst Theaterwissenschaft an der Ludwig-Maximilians-Universität München und ein Semester englische Literatur, brach das Studium aber 1999 nach der Zwischenprüfung ab.
Anschließend zog er nach Köln, wo er noch immer wohnt. Seit 2003 lebt er in einer Beziehung; das Paar ging 2008 eine eingetragene Partnerschaft ein und heiratete 2018. Er engagiert sich für die Anerkennung von gleichgeschlechtlichen Partnerschaften und die Ehe für alle. Außerdem bezieht er immer wieder Stellung gegen Fremdenfeindlichkeit und Rechtspopulismus.

### Karriere
Er bewarb sich 1999 als Autor bei Die Wochenshow und erhielt eine Anstellung bei Sat.1. Dort wurde er sechs Monate später zum Co-Headwriter befördert. Nach zwei Jahren wechselte er als Autor zur Sendung Was guckst du?!, deren zweite Staffel gerade begann. Seither arbeitete er als Autor und Headwriter für zahlreiche Fernsehshows und schrieb für verschiedene Bühnenkünstler.
Seit 2007 ist er hauptsächlich als Stand-up-Comedian tätig und präsentiert Ausschnitte aus seinen Bühnenprogrammen in diversen Fernsehsendungen. 2011 veröffentlichte er sein erstes Buch. Seit September 2019 hat er beim WDR die Satireshow Soweit dazu. Seit März 2024 moderiert er die BR-Sendung Kabarett aus Franken.

## Veröffentlichungen

### Bühnenprogramme
- 2009–2010: Uncool
- 2010–2014: Deppen mit Smartphones[10][11]
- 2014–2016: Mitte 30 und noch nicht mal auferstanden
- 2016–2018: Sagt wer?
- 2018–2022: Haha ... Moment, was?[12]
- 2022: Ich bin raus!
- seit Okt. 2024: Pures Gold[13]

### Fernsehautor
- 1999–2001: Die Wochenshow (Sat.1)
- 2001–2005: Was guckst du?! (Sat.1)
- 2006: Mein Leben & ich (3 Folgen, RTL)
- 2008: Angie (2 Folgen, RTL)
- 2008–2012: Ladykracher (43 Folgen, Sat.1)
- 2010–2011: heute-show (4 Folgen, ZDF)
- 2010–2011: Ich bin Boes (11 Folgen, RTL)
- 2013: Christine. Perfekt war gestern! (4 Folgen, RTL)
- 2016: Der letzte Cowboy (1 Folge, WDR Fernsehen)
- 2018–2021: Nix Festes (12 Folgen, ZDFneo)
- seit 2019: Soweit dazu, (auch Moderation), WDR Fernsehen
- 2024: Kabarett aus Franken, Moderation, BR Fernsehen

### Bücher
- 2011: Der Genitiv ist dem Streber sein Sex. Und andere Erkenntnisse aus meinem Leben 2.0. Rowohlt Verlag, ISBN 978-3-499-25514-4.
- 2012: Mettwurst ist kein Smoothie. Und andere Erkenntnisse aus meinem Großstadtleben. Rowohlt Verlag, ISBN 3-499-25856-0.
- 2013: Mit diversen anderen Autoren: Die schlimme Zeit zwischen Aufstehen und Hinlegen. Rowohlt Verlag, ISBN 978-3-86252-017-6.
- 2016: Soja-Steak an Vollmondwasser. Das Handbuch der überschätzten Lebensmittel. Lappan Verlag, ISBN 978-3-8303-3441-5.
- 2016: Mit Ralph Ruthe: Soll das so dunkel? Das Grillbuch.  Lappan Verlag, ISBN 978-3-8303-3412-5.
- 2016: Mit Ralph Ruthe: Kinder! Man bekommt ja so viel zurück! Lappan Verlag, ISBN 978-3-8303-3437-8.
- 2017: Mit Ralph Ruthe: Katzen! Verzeihung, das ist mein Sofa! Lappan Verlag, ISBN 978-3-8303-3460-6.
- 2017: Mit Ralph Ruthe: Hunde! Das macht der sonst nie! Lappan Verlag, ISBN 978-3-8303-3450-7.
- 2018: Zwanzigtausend Reiseleiter. Wenn dich wildfremde Menschen quer durch den Kontinent schicken. Books on Demand, ISBN 978-3-7481-3012-3.

### Hörbücher
- 2012: Deppen mit Smartphones (Live)
- 2018: Sagt wer?

## Auszeichnungen
- 2010: Bielefelder Kabarettpreis
- 2012: Bremer Comedypreis[14]
- 2014: Publikumspreis beim Münsterländer Kabarett-Preis „Kiep“[14]
- 2017: hannoverscher Publikumspreis „Spezialist“[14]
- 2023: Bottroper FrechDAX[15]